# Руфин Ассизский
Руфин Ассизский (лат. Rufinu, итал. Rufino, † III век) — первый епископ Ассизи, священномученик. Дни памяти — 30 июля, 11 августа.

## Биография
Имя святого Руфина по латыни «рыжий». Это один из одиннадцати святых по имени Руфин, известных из Римского мартиролога. Он известен как покровитель Ассизи, был первым епископом города. При нём в городе приняли христианство, но даты его жизни являются предметом обсуждения.
По преданию, святой Руфин был замучен в Костано (Costano), где в его честь в 1038 году была освящена церковь и откуда его мощи, согласно Петру Дамиани, были перенесены в Ассизи в VIII веке.
Согласно Католической энциклопедии, ставящей дату его памяти на 11 августа, он именуется епископом Марсийским (Episcopus Marsorum), то есть епископом Марсики.

## Прославление
Его мощи покоятся в Римском саркофаге, который размещается в главном алтаре собора Сан Руфино (Cathedral of San Rufino), третьего храма, воздвигнутого над его святыми мощами.
Известны и другие святые по имени Руфин.